# Chillamani
Chillamani ist eine Ortschaft im Departamento La Paz im südamerikanischen Andenstaat Bolivien.

## Lage im Nahraum
Chillamani ist ein nördlicher Nachbarort von Coripata, dem zentralen Ort des Municipio Coripata in der Provinz Nor Yungas. Die Ortschaft liegt auf einer Höhe von 1713 m im Mündungsbereich des Río Uma Marca in den Río Peri, der wenige Kilometer flussabwärts in den Río Tamampaya mündet.

## Geographie
Chillamani liegt im Übergangsbereich zwischen dem Altiplano und der Cordillera Real im Westen und den Ausläufern des Amazonas-Tieflandes im Osten. Das Klima der Region ist ein typisches Tageszeitenklima, bei dem die mittleren Temperaturschwankungen im Tagesverlauf deutlicher ausfallen als im Ablauf der Jahreszeiten.
Der Jahresniederschlag hier in den subtropischen Yungas liegt bei 1100 mm (siehe Klimadiagramm Coroico) und weist eine deutliche Trockenzeit von Mai bis August und eine Regenzeit von Dezember bis Februar auf. Die Monatsdurchschnittstemperaturen schwanken nur unwesentlich zwischen 20 °C und 25 °C, tagsüber ist es sommerlich warm und nachts angenehm kühl.

## Verkehrsnetz
Chillamani liegt in einer Entfernung von 120 Straßenkilometern nordöstlich von La Paz, der Hauptstadt des Departamentos.
Von La Paz führt die asphaltierte Nationalstraße Ruta 3 in nordöstlicher Richtung 52 Kilometer bis Cotapata und von dort weitere 35 Kilometer bis Coroico. Hier zweigt die Ruta 40 nach Südosten ab, erreicht nach 32 Kilometern Coripata und stößt bei Puente Villa auf die Ruta 25, die weiter in südöstlicher Richtung nach Inquisivi und Cochabamba führt. Von Coripata aus führt eine Landstraße in nördlicher Richtung zu dem in einem Kilometer Entfernung gelegenen Chillamani.

## Bevölkerung
Die Einwohnerzahl der Ortschaft ist im vergangenen Jahrzehnt rasant angestiegen:
| Jahr | Einwohner         | Quelle       |
| ---- | ----------------- | ------------ |
| 1992 | keine Detaildaten | Volkszählung |
| 2001 | 75                | Volkszählung |
| 2012 | 601               | Volkszählung |
| 2024 |                   | Volkszählung |